# Aphnaeus lazularia
Aphnaeus lazularia is een vlinder uit de familie van de Lycaenidae. De wetenschappelijke naam van de soort is voor het eerst geldig gepubliceerd in 1881 door Moore.